# سرجیو اونرین
سرجیو اونرین (انگلیسی: Sergio Unrein؛ زادهٔ ۱۶ ژوئن ۱۹۹۱) بازیکن فوتبال اهل آرژانتین است.
از باشگاه‌هایی که در آن بازی کرده‌است می‌توان به باشگاه فوتبال بوکا جونیورز اشاره کرد.